# Rattus
Ne pas confondre avec la méthode d'apprentissage de la lecture ratus.
Genre
Rattus est un genre de gros Muridés originaires d'Asie dont deux espèces ont colonisé l'Europe et le reste du monde : le rat noir (Rattus rattus) et le rat brun ou surmulot (Rattus norvegicus). Toutes ces espèces peuvent être appelées « rat ». Elles sont omnivores.

## Caractères communs auxRattus

### Morphologie et anatomie
Le rat possède 16 dents : 6 molaires inférieures, 6 molaires supérieures, 2 incisives inférieures et 2 incisives supérieures. Les incisives inférieures sont beaucoup plus longues que les supérieures, les incisives du rat poussent en permanence. La formule dentaire est la même que celle des autres rongeurs.
La mâchoire du rat brun est extrêmement puissante. Elle s'articule dans un mouvement d'avant en arrière et réciproquement, et est animée de petits mouvements latéraux.
Son nombre de chromosomes est de 42.

### Comparaison des principales espèces

Silhouettes et aspects généraux des rats noir et brun et comparaison entre Rattus rattus et Rattus norvegicus.

Les deux espèces du genre Rattus les plus connues et les plus répandues sont le Rat brun (Rattus norvegicus) et le Rat noir (Rattus rattus). Le Rat polynésien (Rattus exulans) est la troisième espèce du genre Rattus la plus répandue au monde.
Les deux premières sont commensales de l'Homme et se sont adaptées et développées dans l'environnement des sociétés humaines. Les déplacements des Hommes ont contribué à diffuser ces rats sur de nombreux continents et notamment dans de grands ports côtiers pour Rattus norvegicus,. Ce sont ces deux espèces que l'on appelle le plus couramment « rat » en Europe et en Amérique du Nord.
Les trois espèces ont plusieurs différences morphologiques.
Le rat brun est le plus grand et le plus lourd des trois. À l'inverse, le rat polynésien est le plus petit et le plus léger. Alors que chez le rat brun la queue est plus courte que le corps, elle est plus longue que le corps chez le rat noir et d'à peu près même longueur chez le rat polynésien, chez qui elle peut être plus courte ou plus longue. Les pelages de Rattus norvegicus et de Rattus exulans sont bruns sur le dos. Le pelage de Rattus rattus est plus foncé, il va d'une teinte noire à noisette sur le dos.
|                        | Rat brun    | Rat noir    | Rat polynésien |
| Longueur sans la queue | 20 à 28 cm  | 16 à 23 cm  | 11 à 15 cm     |
| Longueur de la queue   | 17 à 23 cm  | 18 à 25 cm  | 12 à 16 cm     |
| Poids                  | 200 à 800 g | 110 à 340 g | ≤ 120g         |

Historiquement arrivé en Europe au XVIIIe siècle en provenance d'Asie via les bateaux marchands, le rat brun (ou surmulot) a quasiment décimé son cousin germain le rat noir (moins grand, moins gros, moins précoce et moins prolifique) qui avait amené la peste bubonique au XIIe siècle,.
Depuis, le rat noir ne se trouve presque plus que dans les champs, d'où son surnom. Il est aussi appelé rat des greniers. En effet, si le rat brun apprécie les caves et l'humidité, le rat noir les fuit. Très agile, il apprécie les greniers et les hauteurs des édifices,. De même, le rat noir préfère les biotopes secs à température moyenne alors que le rat brun aime tous les biotopes pourvu que des points d'eau soient présents. Si le rat brun est plutôt bon nageur, le rat noir est, quant à lui, bon grimpeur.

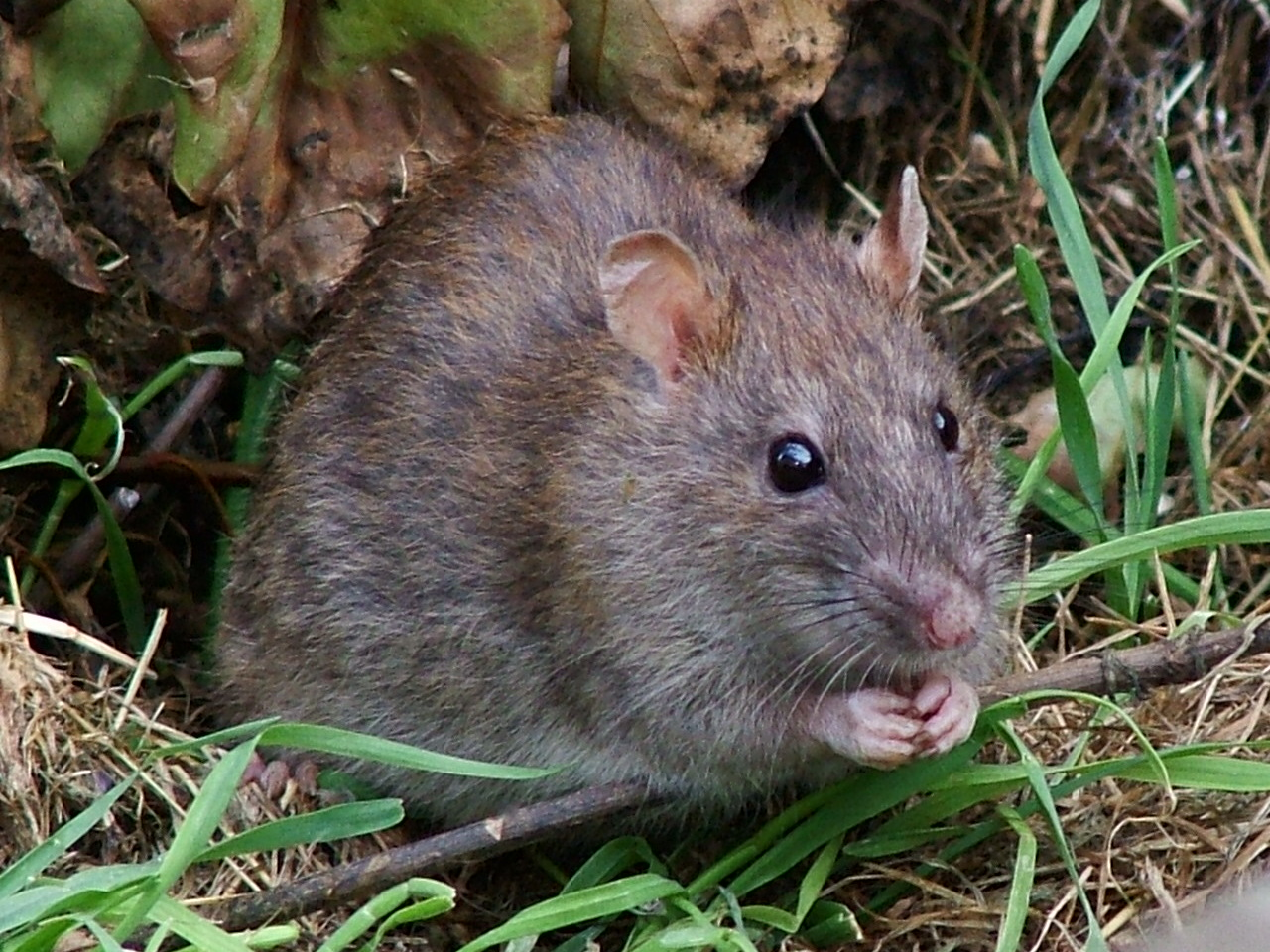
Rat brun, Rattus norvegicus
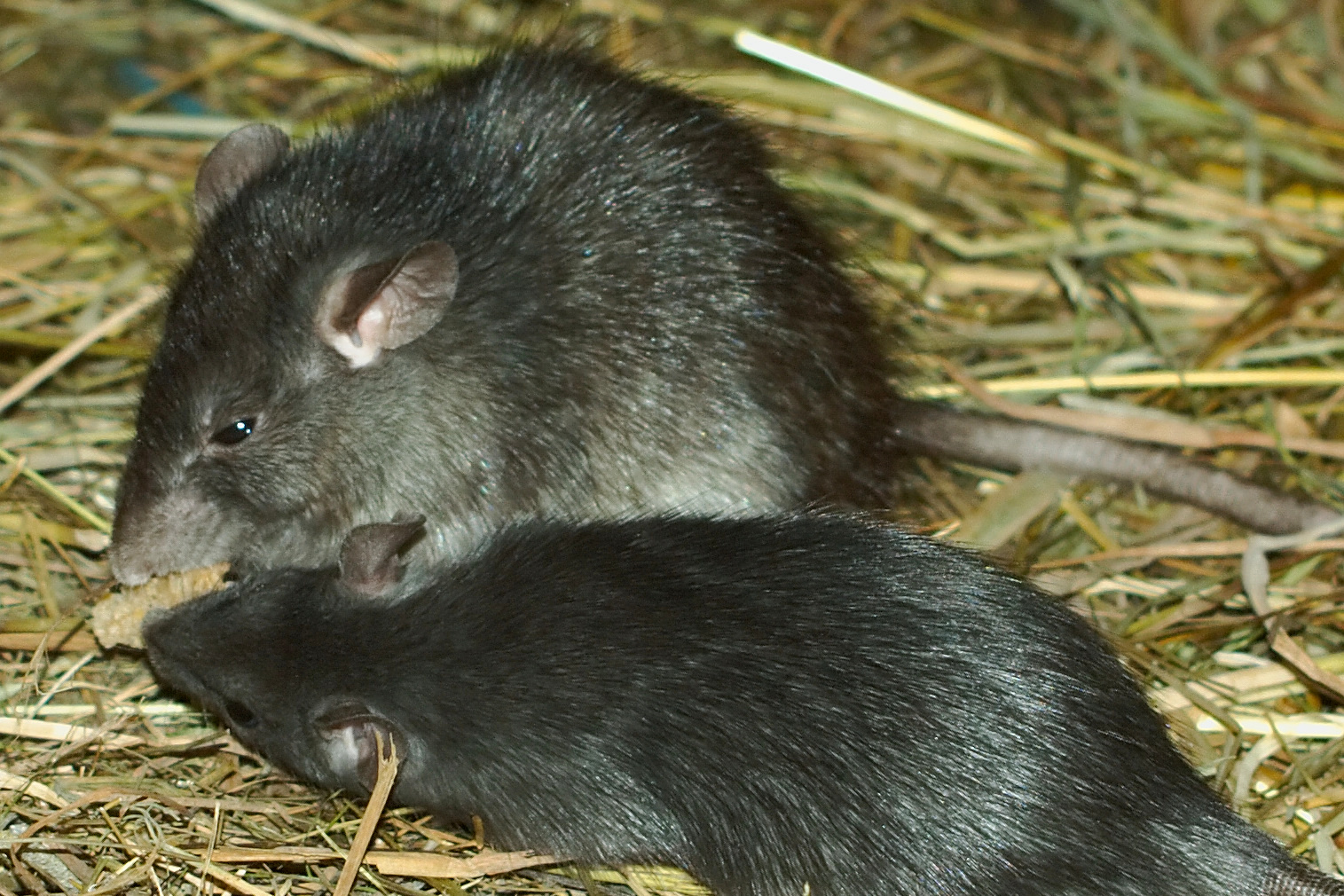
Rat noir, Rattus rattus
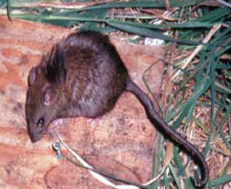
Rat polynésien, Rattus exulans

## Liste des espèces
Ce genre comprend les espèces suivantes :
- Rattus adustus Sody, 1940
- Rattus andamanensis Blyth, 1860
- Rattus annandalei (Bonhote, 1903)
- Rattus arfakiensis Rümmler, 1935
- Rattus argentiventer (Robinson et Kloss, 1916) - dit « rat des rizières » en anglais.
- Rattus arrogans Thomas, 1922
- Rattus baluensis (Thomas, 1894)
- Rattus blangorum Miller, 1942
- Rattus bontanus Thomas, 1921
- Rattus burrus (Miller, 1902)
- Rattus colletti (Thomas, 1904)
- Rattus elaphinus Sody, 1941
- Rattus enganus (Miller, 1906)
- Rattus everetti (Guenther, 1879)
- Rattus exulans (Peale, 1848) - rat polynésien ou rat du Pacifique
- Rattus feliceus Thomas, 1920
- Rattus fuscipes (Waterhouse, 1839)
- Rattus giluwensis Hill, 1960
- Rattus hainaldi Kitchener, How, et Maharadatunkamsi, 1991
- Rattus hoffmanni (Matschie, 1901)
- Rattus hoogerwerfi Chasen, 1939
- Rattus jobiensis Ruemmler, 1935
- Rattus koopmani Musser et Holden, 1991
- Rattus korinchi (Robinson et Kloss, 1916)
- Rattus leucopus (Gray, 1867)
- Rattus losea (Swinhoe, 1871)
- Rattus lugens (Miller, 1903)
- Rattus lutreolus (J. E. Gray, 1841) - dit « rat des marais australien » en anglais.
- Rattus macleari (Thomas, 1887)
- Rattus marmosurus Thomas, 1921
- Rattus mindorensis (Thomas, 1898)
- Rattus mollicomulus Tate et Archbold, 1935
- Rattus montanus Phillips, 1932
- Rattus mordax (Thomas, 1904)
- Rattus morotaiensis Kellogg, 1945
- Rattus nativitatis (Thomas, 1889)
- Rattus niobe Thomas, 1906
- Rattus nitidus (Hodgson, 1845)
- Rattus norvegicus (Berkenhout, 1769) — Rat brun ou surmulot
- Rattus novaeguineae Taylor et Calaby, 1982
- Rattus omichlodes Misonne, 1979
- Rattus osgoodi Musser et Newcomb, 1985
- Rattus palmarum (Zelebor, 1869)
- Rattus pelurus Sody, 1941
- Rattus pococki Ellerman, 1941
- Rattus praetor (Thomas, 1888)
- Rattus pyctoris Hodgson, 1845
- Rattus ranjiniae Agrawal et Ghosal, 1969
- Rattus rattus (Linnaeus, 1758) - rat noir
- Rattus richardsoni Tate, 1949
- Rattus salocco Tate & Archbold, 1935
- Rattus sanila Flannery et White, 1991
- Rattus satarae Hinton, 1918
- Rattus simalurensis (Miller, 1903)
- Rattus sordidus (Gould, 1858)
- Rattus steini Ruemmler, 1935
- Rattus stoicus (Miller, 1902)
- Rattus tanezumi Temminck, 1844
- Rattus tawitawiensis Musser et Heaney, 1985
- Rattus timorensis Kitchener, Aplin, et Boeadi, 1991
- Rattus tiomanicus (Miller, 1900)
- Rattus tunneyi (Thomas, 1904)
- Rattus vandeuseni Taylor & Calaby, 1982
- Rattus verecundus Thomas, 1904
- Rattus villosissimus (Waite, 1898)
- Rattus xanthurus (Gray, 1867)

Rattus foramineus Sody, 1941 synonyme de Rattus bontanus Thomas, 1921
, Rattus sikkimensis Hinton, 1919 synonyme de Rattus andamanensis Blyth, 1860
et Rattus turkestanicus (Satunin, 1903) synonyme de Rattus pyctoris Hodgson, 1845

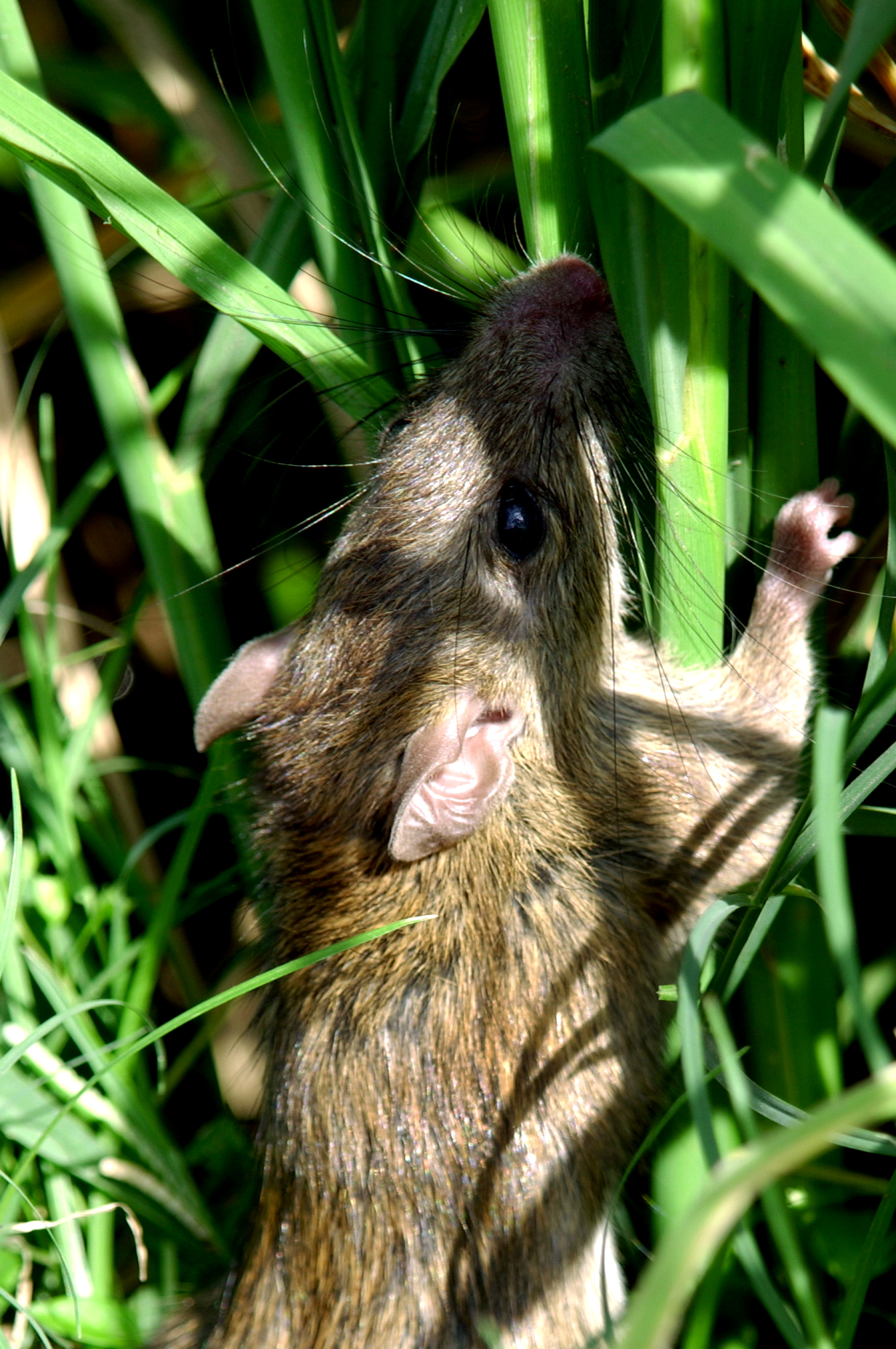
Rattus argentiventer
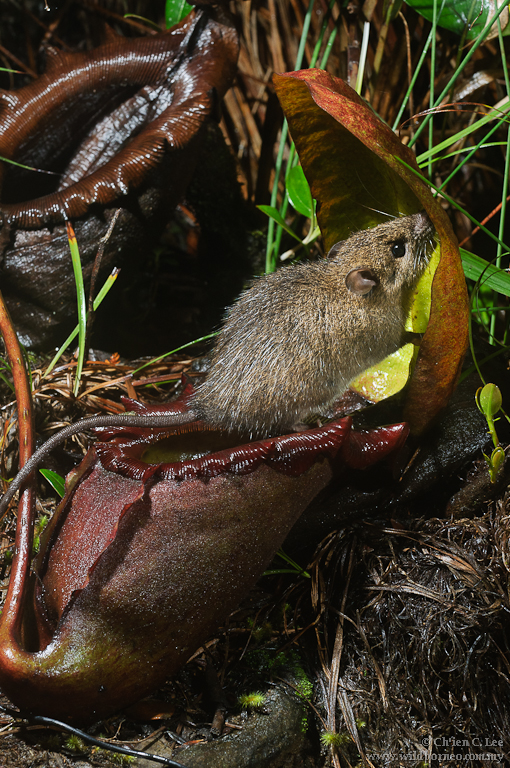
Rattus baluensis
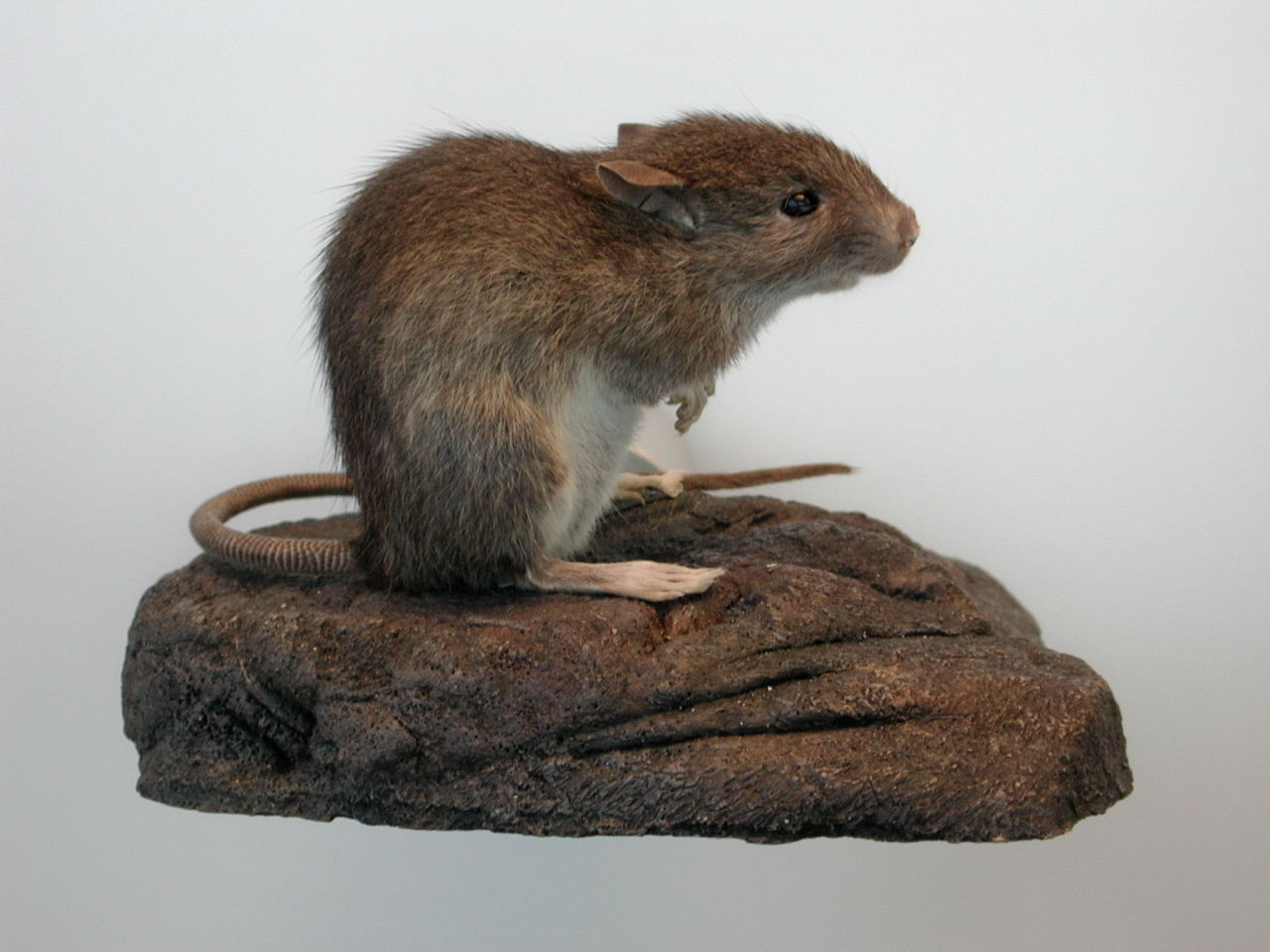
Rattus exulans
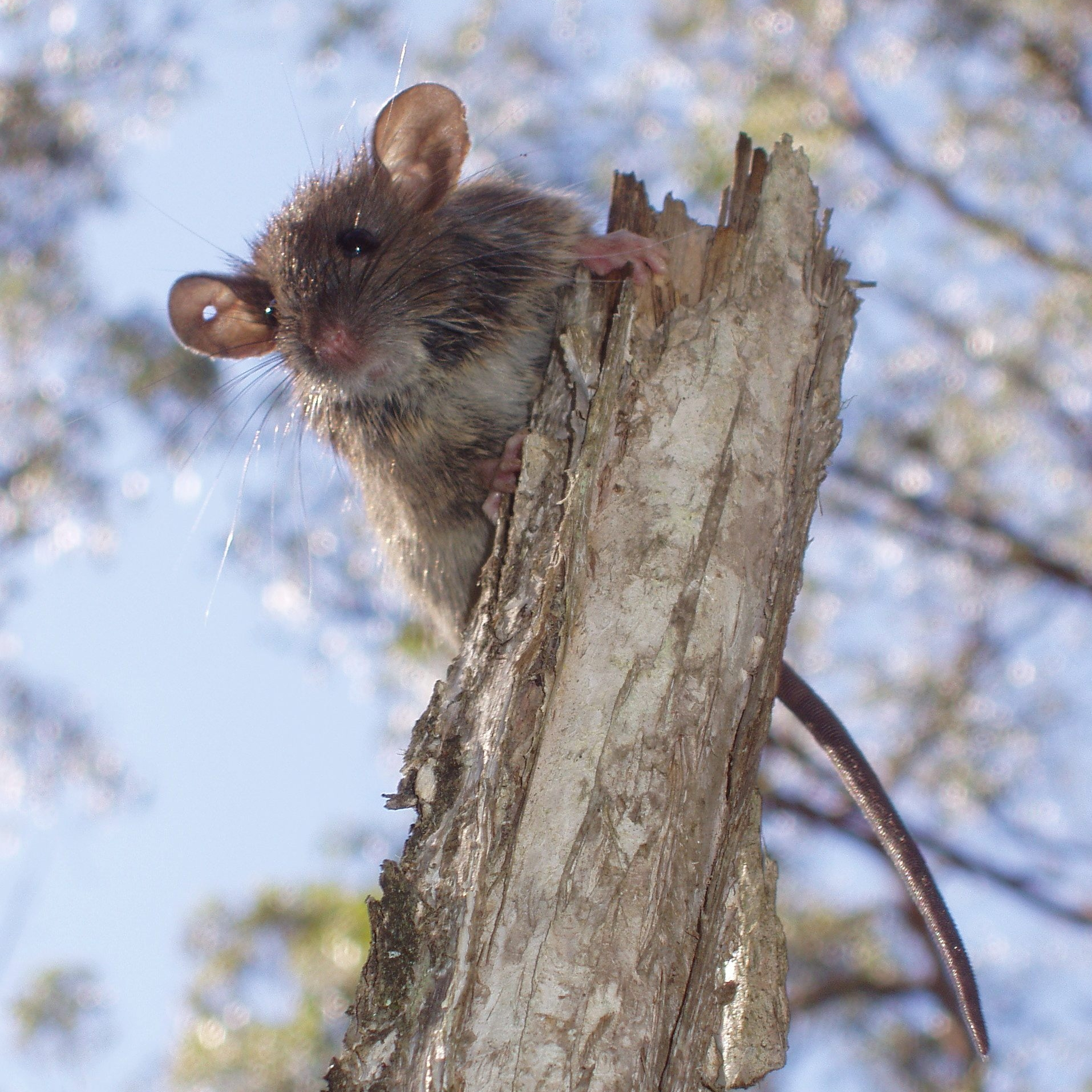
Rattus fuscipes
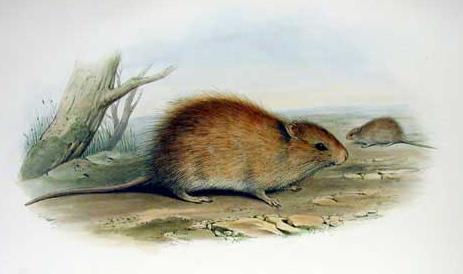
Rattus lutreolus
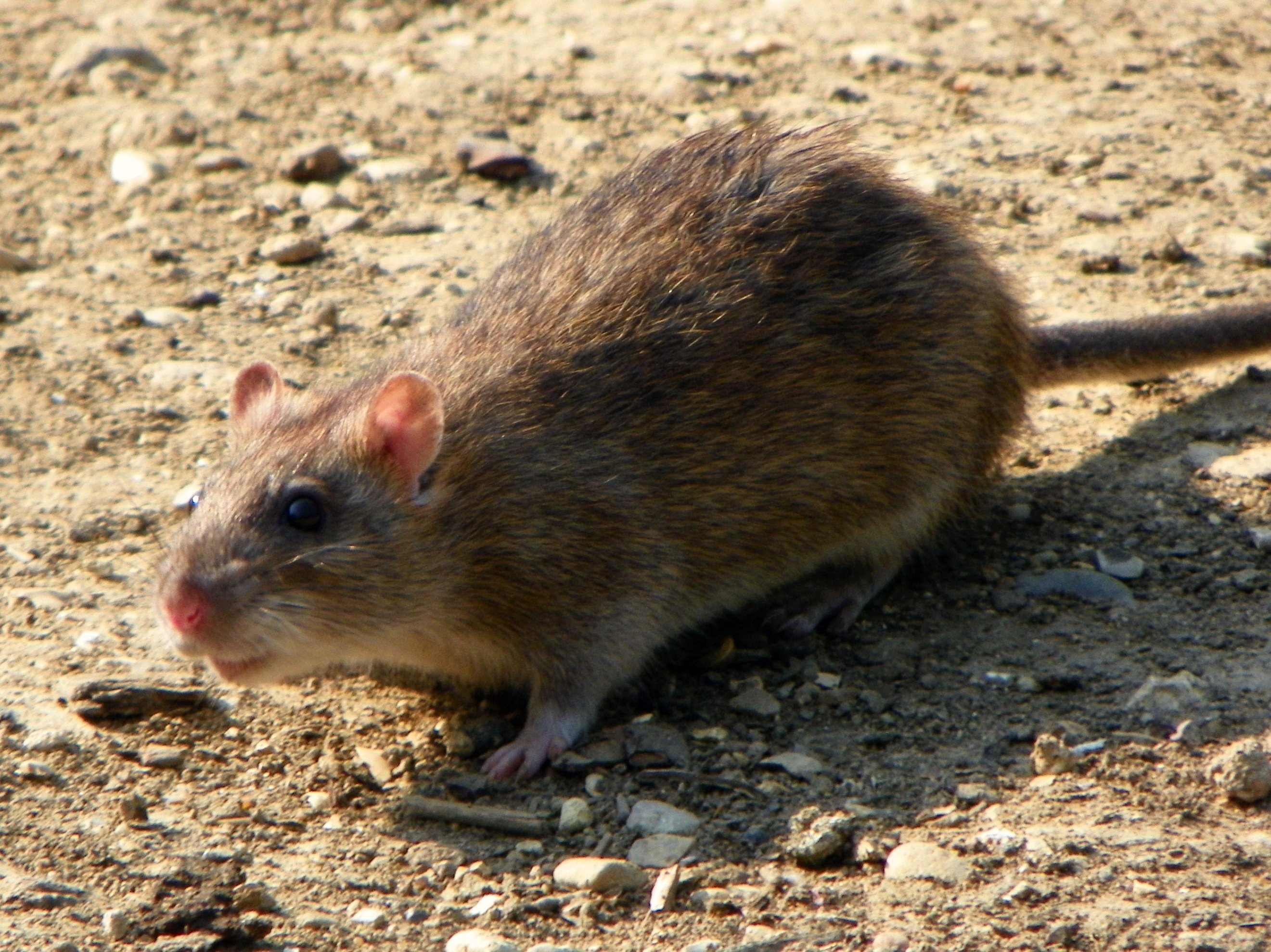
Rattus norvegicus
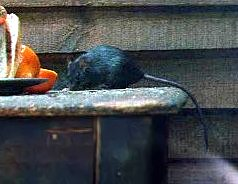
Rattus rattus
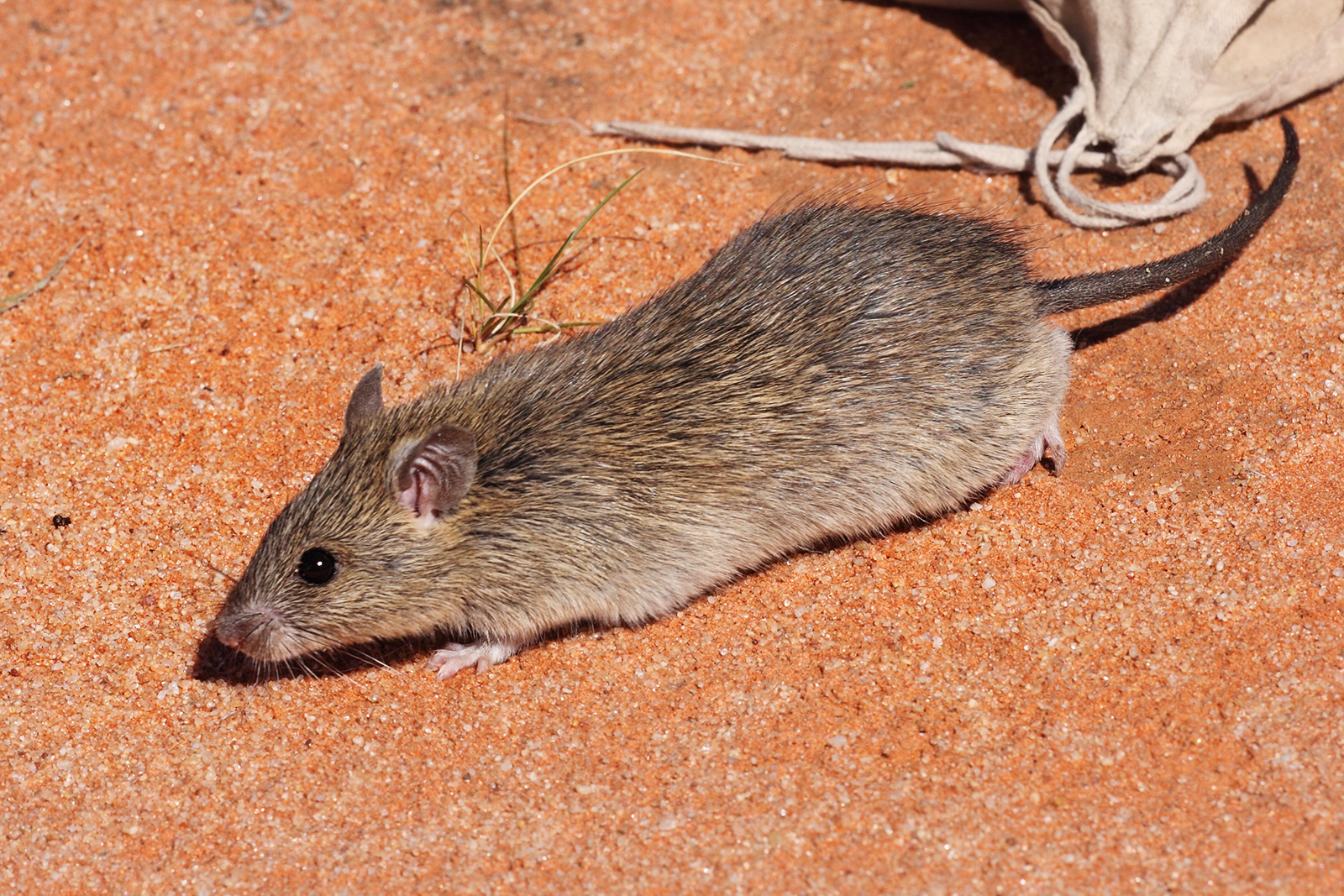
Rattus villosissimus
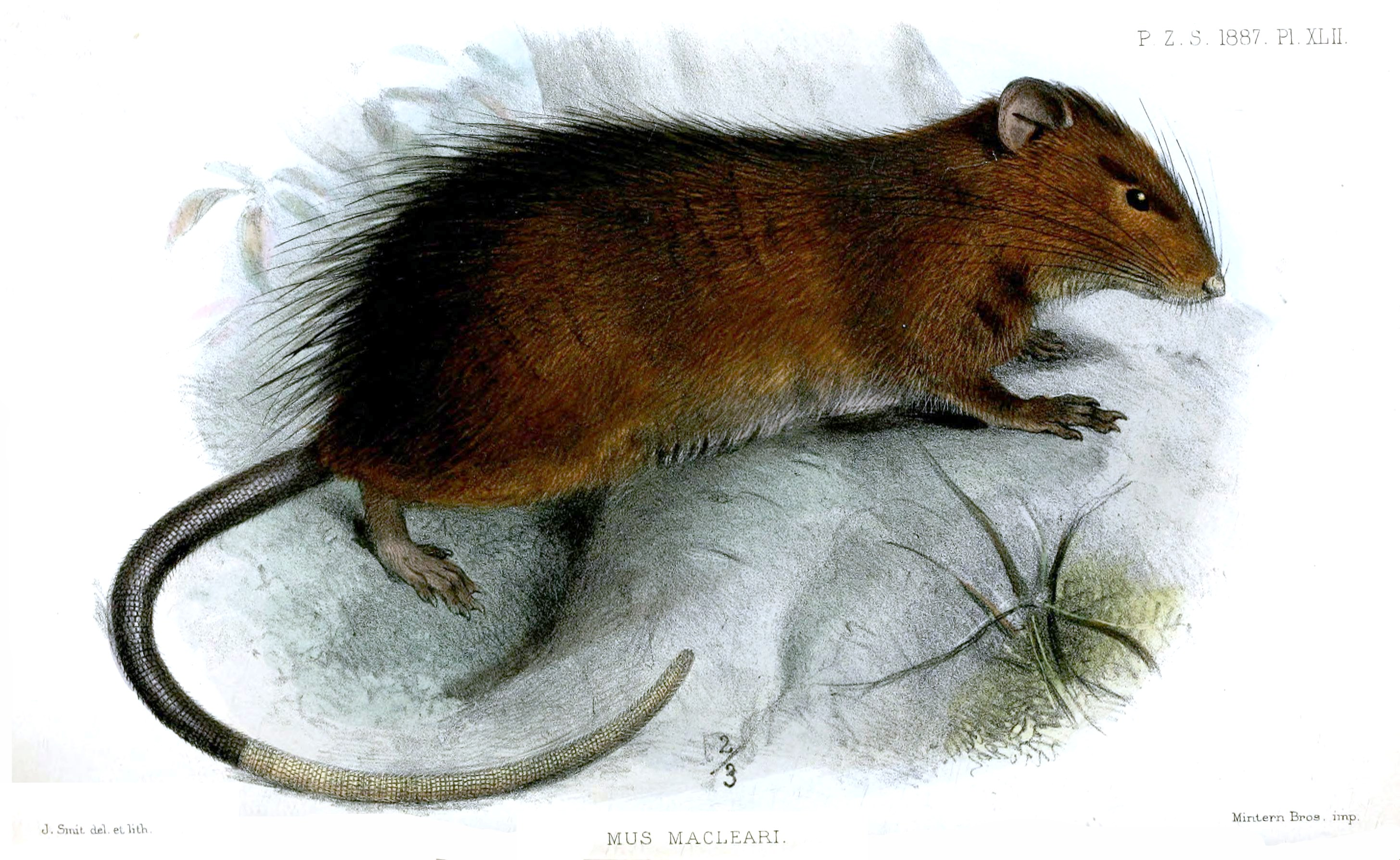
Rattus macleari